# Beauvoir, Manche
Beauvoir är en kommun i departementet Manche i regionen Normandie i norra Frankrike. Kommunen ligger i kantonen Pontorson som tillhör arrondissementet Avranches. År 2022 hade Beauvoir 435 invånare.

## Befolkningsutveckling
Antalet invånare i kommunen Beauvoir
| Referens: INSEE |